# Гринько, Игорь Константинович
Игорь Константинович Гринько (укр. Ігор Костянтинович Гринько; 17 февраля 1946, Вильнюс — 18 марта 2014) — советский и российский спортсмен и тренер по академической гребле, заслуженный тренер СССР.

## Биография
В 1970—1976 годах выступал за сборную команду СССР и завоевал 9 медалей чемпионата Советского Союза, включая одну золотую и четыре серебряных в двойке парной, и четыре бронзовых в четверке парной.
После завершения спортивной карьеры работал главным тренером гребного клуба «Динамо» (Киев).
В 1980—1990 годах — тренер гребцов-парников в сборной СССР; в 1991—2000 годах — тренер парного весла в сборной США, главный тренер гребного клуба Августы. В 2004 году Гринько был назначен главным тренером сборной КНР.
Его ученики завоевали 35 медалей Олимпийских игр и чемпионатов мира, из них 16 золотых. На протяжении долгого времени был тренером известного эстонского гребца, серебряного призера летних Олимпийских игр в Афинах (2004) Юри Яансона. Также его воспитанниками являются — Гиртс Вилкс, Татьяна Башкатова, Валерий Досенко, Михаил Иванов, Игорь Котько.
Умер 18 марта 2014 года.